# Indiáni z Větrova
Indiáni z Větrova je kniha pro děti a mládež od české spisovatelky Markéty Zinnerové z roku 1979. Česky vyšla kniha v několika vydáních, mj. v roce 1986 (Albatros).

## Synopse
Děj se odehrává ve fiktivní moravské příhraniční vesnici Hroznov, nedaleko ní stojí lovecký zámeček Větrov. Zde se nachází dětský domov.
Je to příběh dětí z pohraničního dětského domova Větrov, v němž autorka citlivě poodkrývá touhu dětí po rodině, jejich vzájemné vztahy, které vedou k vytvoření vlastní rodiny - indiánského kmene. „Větrováci“ navíc vedou války proti místním chlapcům „Šímákům“, kteří jim nedůvěřují, tyto dětské konflikty však postrádají zákeřnost. V knize je zachycena snaha pedagogů a vychovatelek vytvořit dětem pokud možno co nejpřirozenější prostředí, aby je absence rodičovské výchovy tolik neovlivnila - a právě těmto pracovníkům, kteří se snaží o lepší podmínky pro svěřené děti, je dílo věnováno.

## Postavy
- Fanda Blesík alias Bystrá liška - čiperný malý kluk, kamarád Přemka.
- Dan - služební německý ovčák, o kterého mají kluci z Větrova zájem.
- Evička - kamarádka Fandy.
- pan Hamouz - ředitel dětského domova.
- Přemek Hrůza alias Kančí zub - náčelník indiánů z Větrova.
- desátník Kryštof Klíma - psovod.
- podplukovník Pávek - důstojník u pohraniční stráže.
- Podešvovi - manželský pár, který stojí o Fandu.
- Lojzek Šíma alias Černý mstitel - vůdce Šímáků, místních hochů.
- dr. Václavík - primář kojeneckého ústavu a domova pro děti do 3 let nedaleko Hroznova.

## Kapitoly
1. Náčelník Kančí zub
2. Fanda Bystrá liška
3. Střelený kohout
4. Následky kohoutí pohany
5. Evička
6. Vyhlídka na boj
7. Danovi hrozí smrt
8. Vyhlášení války
9. První bitevní kolo
10. Ve staré pískovně
11. Fanda píše ministrovi
12. Kam čert nemůže, strčí děvče
13. Zrada
14. Bitva v pískovně
15. Nepravá stopa
16. Kamarád Dan
17. Rudí bratři
18. Danův nový domov
19. Odhalení zrady
20. Červená péra
21. Dan je statečný pes
22. Velké starosti
23. Nesnáze trvají
24. Rozhodující střetnutí
25. Dlouhá cesta

## Děj
Na začátku příběhu jsou představeny hlavní postavy příběhu - Přemek Hrůza a mladší Fanda Blesík. Přemek nazývaný Kančí zub je náčelníkem indiánského kmene, který je tvořen partou kluků z dětského domova Větrov nedaleko státních hranic a nad Fandou řečeným Bystrá liška drží ochrannou ruku. Přizval jej do kmene, později se stali pokrevními bratry. Malý Fanda k Přemkovi vzhlíží. Jeho starostí je obstarat si indiánskou čelenku - lepší než mají ostatní. Jednou uvidí na cestě kohouta a oškube z něj ocasní peří. Kohout patří Šímovým a mladý Lojzek Šíma (vůdce party místních kluků) mu slibuje pomstu. Šímáci vedou s Větrováky věčné války, které se často odehrávají v pískovně. Domluví si termín a v určenou dobu se vzájemně střetnou v boji. Perou se, metají po sobě jílové koule a šišky, střílejí po sobě z praků.
Nedaleko dětského domova je vojenská posádka, která se psy hlídá státní hranici. Kluci mají psy rádi a chtěli by jednoho z nich - Dana - pro sebe. Dan, německý ovčák totiž dosloužil a má být utracen. Fanda dokonce pro záchranu psa napíše dopis ministrovi. Psa se nakonec podaří získat a hoši mají o radost navíc. Ředitel domova Hamouz má však časem dost všelijakých stížností na psa a Dan musí z Větrova pryč. Přemek s Fandou jej ukrývají, nakonec se smíří se Šímáky a Lojzek Šíma se Dana ujme.
Fanda chce utéct z domova, aby se podíval, jestli se něco nestalo mamince. Přemek jej od toho odrazuje, sám kdysi utekl s podobným úmyslem a zjistil nečekanou věc, když se pak díval oknem do ložnice. Matka měla nového přítele a nové děti, o kterých nevěděl. Nedokázal vejít dovnitř a čelit nevyslovené větě:
„To je ten, kterého nepotřebujeme.“
Přemek chce ušetřit Fandovi takové zklamání. V závěru knihy si Fandu vyhlédne pan Podešva, jenž si jej s manželkou vezme do pěstounské péče. Fanouš se na jednu stranu těší, že bude mít konečně „rodiče“, ale nechce opustit kamarády a hlavně Přemka. Ale Přemek mu poradí, aby k Podešvovým šel. Fanda na svého oblíbeného náčelníka a pokrevního bratra dá.
| „                                       | Ale abyste věděl, nejhůř na tom nejsou děti, kterých se vlastní rodiče zřekli. Ty můžeme dát do nové rodiny. Svízelnější osud potkal děti, o které se rodiče nestarají, ale zároveň se jich nechtějí vzdát. Ty pak u nás zůstávají pořád, a je jich nejvíc. | “ |
| — Markéta Zinnerová - Indiáni z Větrova | |   |

## Filmová adaptace
- Indiáni z Větrova, československý film z roku 1979, režie Július Matula.[3]